# Homebrew

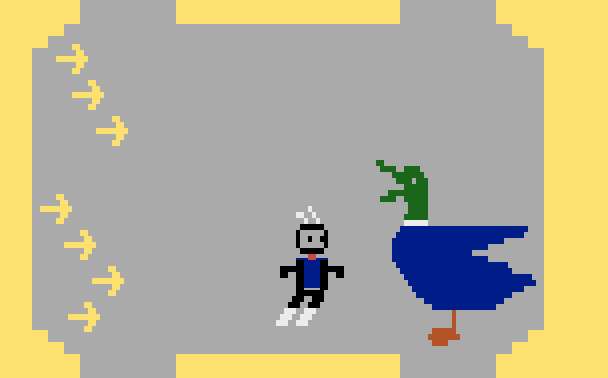
Skärmdump från Atari 2600 homebrewet Duck Attack! (2010).

Homebrew är en vanlig term för hemmagjorda tv-spel skapade till kommersiella spelkonsoler. Dock inkluderas inte spel som sprids kommersiellt utan licensiering av konsoltillverkaren. Det kan även vara spel som utvecklats med hjälp av officiella utvecklingsverktyg så som de för Playstation och Playstation 2. Viss hårdvara, så som Xbox eller Playstation 3, kräver modchips för att kunna köra olicensierad mjukvara medan konsoler så som Playstation Portable endast behöver en modifierad version av konsolens operativsystem. Tidigare konsoler, så som Atari 2600, hade ingen form av skydd mot homebrews.